# Daniil Kvjat
Daniil Vjatjeslavovitj Kvjat (ryska: Дании́л Вячесла́вович Квят), född 26 april 1994, är en rysk racerförare som för närvarande är testförare för Alpine.[källa behövs] Kvjat blev GP3-mästare 2013 och gjorde sin debut i Formel 1 för Toro Rosso under 2014.

## Racingkarriär

### Tidig karriär
Kvjat startade sin karriär i karting. År 2009 vann han det europeiska KF3-mästerskapet, och blev tvåa i den internationella WSK-serien. Under 2010 körde Kvjat det europeiska Formel BMW-mästerskapet och Formel BMW Pacific. I den europeiska serien tog han en pallplacering och blev tia i mästerskapet, och i Pacific-mästerskapet vann han två tävlingar, men blev inte klassificerad i mästerskapet då han endast var gästförare. Kvjat blev under 2010 en del av Red Bull Racings juniorprogram.

### Formel Renault
Under 2010 körde han även två Formel Renault-mästerskap; Formula Renault 2.0 Eurocup och vinterserien av Formula Renault UK. I Formula Renault UK Winter Series tog han en pole position och två pallplatser, vilket räckte till en fjärdeplats i mästerskapet. Men i Formula Renault 2.0 Eurocup kunde han inte ta några poäng eftersom han var en gästförare.
Under 2011 fortsatte Kvjat i Formula Renault 2.0 Eurocup, men körde även i Formula Renault 2.0 Northern European Cup och Formula Renault UK Finals Series. Han lyckades bäst i Formula Renault 2.0 NEC där han tog sju segrar och blev tvåa i mästerskapet. I både Formula Renault 2.0 Eurocup och Formula Renault UK Finals Series blev han trea med sju segrar i Eurocup-serien men inte en enda i den brittiska serien.
Under 2012 fortsatte han i Formula Renault 2.0 Eurocup men körde även Formula Renault 2.0 Alps. I den europeiska serien tog han sju segrar och blev tvåa i mästerskapet, precis som året innan. I Alps-serien blev han mästare efter att ha tagit 217 poäng, tre poäng före med tvåan.

### GP3 och Formel 3
Under 2013 bytte Kvjat serier till GP3-mästerskapet med MW Arden och FIA European Formula 3 Championship med Carlin. Han var sen med att anmäla sig till den sistnämnda serien, och blev därför klassad som gästförare utan möjlighet att ta poäng. Han tog fem pole positions, sju pallplaceringar och en dominerande seger på Zandvoort. I GP3 hade han en dålig start på säsongen, utan en enda pallplacering under första halvan av säsongen. Under andra halvan av säsongen tog han fem pallplatser, varav tre segrar. Den starka avslutningen gjorde att han vann mästerskapstiteln i serien med trettio poängs marginal.

### Formel 1

#### Toro Rosso (2014)
I oktober 2013 blev Kvjat bekräftad som förare i Scuderia Toro Rosso till 2014 års säsong av Formel 1, tillsammans med fransmannen Jean-Éric Vergne. Kvyat ersatte Daniel Ricciardo som flyttade till Red Bull Racing. Efter att han hade blivit bekräftad fick han köra två fredagsträningar för sitt nya stall, träningarna i USA och i Brasilien. Kvjat gjorde sin F1-debut i Australien, där han blev nia och slog därmed Sebastian Vettels rekord som den yngste föraren att ta poäng i ett Grand Prix. Kvjat tog även poäng i Malaysia, Kina, Storbritannien och Belgien. Hans bästa kvalresultat blev en femteplats i kvalet till sitt hemmarace, Rysslands Grand Prix. Kvjat tog endast åtta poäng under säsongen, jämfört med sin stallkamrat Vergne, som tog tjugotvå poäng.

#### Red Bull Racing (2015–2016)
Den 4 oktober 2014 bekräftades att Kvjat skulle ersätta den fyrfaldige världsmästaren Sebastian Vettel i Red Bull Racing, som valde att lämna för att gå till Ferrari. Kvjats stallkamrat var Daniel Ricciardo, som han ersatte i Toro Rosso säsongen innan. Under säsongen 2016 blev Kvjat nedflyttad till Toro Rosso igen till förmån för nederländaren Max Verstappen.

### Toro Rosso (2016-2017 och 2019)
Efter nerflyttningen fortsatte Kvjat i stallet under resterande delen av säsongen samt under majoriteten av 2017 innan han fick lämna sporten. År 2019 gjorde han comeback i formel 1 i Toro Rosso.

### Alpha Tauri (2020)
Kvjat fortsatte i samma team, som dock bytte namn till Alpha Tauri, under säsongen 2020.

## F1-karriär
| Säsong     | Stall/Tillverkare  | Placering  | Lopp | Poäng | Etta | Tvåa | Trea | Pole | Varv |
| ---------- | ------------------ | ---------- | ---- | ----- | ---- | ---- | ---- | ---- | ---- |
| 2014       | Toro Rosso-Renault | 15         | 19   | 8     | 0    | 0    | 0    | 0    | 0    |
| 2015       | Red Bull-Renault   | 7          | 19   | 95    | 0    | 1    | 0    | 0    | 0    |
| 2016       | Red Bull-Renault   | 14         | 4    | 25    | 0    | 0    | 1    | 0    | 0    |
| 2016       | Toro Rosso-Renault | 14         | 17   | 25    | 0    | 0    | 0    | 0    | 1    |
| 2017       | Toro Rosso-Renault | 19         | 15   | 5     | 0    | 0    | 0    | 0    | 0    |
| 2019       | Toro Rosso-Honda   | 13         | 15   | 37    | 0    | 0    | 1    | 0    | 0    |
| 2020       | Alpha Tauri-Honda  | 14         | 17   | 32    | 0    | 0    | 0    | 0    | 0    |
| Sammanlagt | Sammanlagt         | Sammanlagt | 112  | 202   | 0    | 1    | 2    | 0    | 1    |

| 1. Ungern 2015 |

| 1. Kina 2016 2. Tyskland 2019 |

| 1. Spanien 2016 |

## Privatliv
Kvjat har en dotter, Penelope Kvjat, tillsammans med sin ex-flickvän Kelly Piquet.